# Оберн (Алабама)
Оберн (англ. Auburn) — город в США, расположен в округе Ли в юго-восточной части штата Алабама. По данным переписи 2010 года, население города составляет 53 470 человек, плотность населения — 422,57 чел./км².

## История
До 1832 года территория, на которой располагается Оберн, принадлежала крикам. Затем, по условиям Кассетского договора вожди племён уступили её Соединённым Штатам. В 1836 году после Второй крикской войны оставшиеся на этих землях индейцы были переселены по приказу Эндрю Джексона. В том же году методистский священник Джон Харпер из Джорджии приехал в Алабаму и основал Оберн. Место поселения находилось на предполагаемом пути железной дороги Монтгомери и Вест-Пойнта.
В 1839 году Оберн получил статус города. К 1851 году железная дорога связала его со столицей штата городом Монтгомери и речным портом в Колумбусе в Джорджии. Во время Гражданской войны в город дважды входили войска Армии Союза. В 1864 году части генерала Ловелла Руссо разрушили железную дорогу, а 15 апреля 1865 года через Оберн прошёл отряд генерала Джеймса Уилсона.
После Второй мировой войны Оберн быстро рос. Его население в период с 1940 по 1970 год выросло до более чем 22 000 человек. В основном это происходило за счёт увеличения числа сотрудников и студентов Обернского университета. В конце XX века началось активное развитие промышленности. 

## География
Город расположен на юго-востоке штата Алабама в месте соединения плато Пидмонт и прибрежных равнин. На востоке Оберн граничит с городом Опелайка. Ближайшими крупными городами являются Атланта (105 миль), Бирмингем (120 миль), Монтгомери (50 миль) и Колумбус (35 миль). Через город проходит  шоссе I-85.

### Климат
Климат Оберна тёплый и солнечный, зимы мягкие. Средняя годовая температура +18 °C, среднегодовое количество осадков 1 346 мм.

## Население
| Этнический состав              | Этнический состав | Этнический состав | Этнический состав | Этнический состав |
| ------------------------------ | ----------------- | ----------------- | ----------------- | ----------------- |
| белые американцы               |                   |                   | 75,1 %            |                   |
| афроамериканцы                 |                   |                   | 16,5 %            |                   |
| азиаты                         |                   |                   | 5,3 %             |                   |
| латиноамериканцы (кроме белых) |                   |                   | 2,9 %             |                   |

По данным переписи населения 2010 года в Оберне проживает 53 380 человек. Из них 26 736 мужчин (50,1 %) и 26 644 женщины (49,9 %).
По возрасту население города распределено следующим образом: 27,3 % моложе 19 лет; 28,2 % — от 20 до 24 лет; 8,1 % — от 25 до 29 лет; 10,3 % — от 30 до 39 лет; 8,9 % — от 40 до 49 лет; 7,3 % — от 50 до 59 лет; 5,0 % — от 60 до 69 лет; 4,6 % — старше 70 лет. Медианный возраст составляет 23,3 года.
Расовый состав населения города: 400 69 (75,1 %) — белые американцы; 8 834 (16,5 %) — афроамериканцы; 2 825 (5,3 %) — азиаты; 149 (0,3 %) — коренные американцы; 877 (1,6 %) — люди, относящие себя к двум и более расам.
В городе насчитывается 22 111 домохозяйств, в 4 877 (22,1 %) есть дети до 18 лет. Средний размер домохозяйства 2,24 человека; средний размер семьи — 2,99 человека.

## Образование
В 1856 году в Оберне был основан Мужской колледж Восточной Алабамы. После Гражданской войны в соответствии с Актом Моррилла учебное заведение стало общественным. В 1872 году он стал называться Сельскохозяйственным и механическим колледжем Алабамы, а с 1899 года — Алабамским политехническим институтом. Нынешнее название университет носит с 1960 года.

## Спорт
В городе нет профессиональных клубов, спорт представлен командами Обернского университета. Его студенты участвуют в соревнованиях по американскому футболу, баскетболу, бейсболу, футболу, волейболу, софтболу, теннису, гимнастике, гольфу, лёгкой атлетике и конному спорту. Наиболее титулованной является команда университета по водным видам спорта, суммарно тринадцать раз побеждавшая в национальном чемпионате NCAA. Шесть раз чемпионами становилась команда по конному спорту, дважды (в 1957 и 2010 годах) титул выигрывала команда по американскому футболу.
Одним из главных спортивных событий в жизни города является Айрон Боул, традиционный матч по американскому футболу между командами Обернского и Алабамского университетов. Первая игра между ними состоялась в 1893 году, с тех пор команды встречались 85 раз. С 1981 года матч транслируется по национальному телевидению.